# A Real Madrid CF 2014–2015-ös szezonja
A Real Madrid CF 2014–2015-ös szezonja a csapat 111. idénye volt fennállása óta, sorozatban a 84. a spanyol első osztályban. A szezon 2014. július 1-jén kezdődött és 2015. június 30-án ért véget.

## Mezek
Gyártó: Adidas, mezszponzor: Emirates.
| Hazai | Vendég | Harmadik |  | Kapus 1 |  | Kapus 2 | Kapus 3 |

## Átigazolások

### Érkezők
| Mezszám | Poz. | Nemzet     | Név              | Kor | EU          | Honnan            | Szerződés megnevezése    | Átigazolási időszak | Szerződés vége | Átigazolás összege | Forrás |
| ------- | ---- | ---------- | ---------------- | --- | ----------- | ----------------- | ------------------------ | ------------------- | -------------- | ------------------ | ------ |
| 8       | KP   | német      | Toni Kroos       | 24  | EU          | Bayern München    | Átigazolás               | Nyár                | 2020           | 25M €              | [ 1 ]  |
| 10      | KP   | kolumbia   | James Rodríguez  | 23  | EU-n kívüli | AS Monaco         | Átigazolás               | Nyár                | 2020           | 76M €              | [ 2 ]  |
| 13      | K    | Costa Rica | Keylor Navas     | 27  | EU-n kívüli | Levante           | Átigazolás               | Nyár                | 2020           | 10M €              | [ 3 ]  |
| 14      | CS   | mexikó     | Javier Hernández | 26  | EU-n kívüli | Manchester United | Kölcsönbe                | Nyár                | 2015           | 2.5M €             | [ 4 ]  |
| 25      | K    | spanyol    | Fernando Pacheco | 22  | EU          | RM Castilla       | Utánpótlásból került fel | Nyár                | 2019           | ingyen             |        |
| 16      | KP   | brazil     | Lucas Silva      | 21  | EU-n kívüli | Cruzeiro          | Átigazolás               | Tél                 | 2020           | 14M €              | [ 5 ]  |

Összes kiadás: 127.5M €

### Távozók
| Mezszám | Poszt | Nemzet   | Név                            | Kor | EU          | Hová              | Ár        | jegyzet |
| ------- | ----- | -------- | ------------------------------ | --- | ----------- | ----------------- | --------- | ------- |
|         | KP    | török    | Nuri Şahin                     | 25  | EU          | Borussia Dortmund | 7M €      | [ 6 ]   |
|         | Cs    | orosz    | Gyenyisz Dmitrijevics Cserisev | 23  | EU          | Villarreal        | kölcsönbe | [ 7 ]   |
| 13      | KP    | spanyol  | Jesús                          | 26  | EU          | Levante           | 0.5M €    | [ 8 ]   |
| 14      | KP    | spanyol  | Xabi Alonso                    | 32  | EU          | Bayern München    | 10M €     | [ 9 ]   |
| 16      | KP    | brazil   | Casemiro                       | 22  | EU-n kívüli | Porto             | 1.5M €    | [ 10 ]  |
| 21      | Cs    | spanyol  | Álvaro Morata                  | 21  | EU          | Juventus          | 20M €     | [ 11 ]  |
| 22      | Cs    | argentin | Ángel Di María                 | 26  | EU-n kívüli | Manchester United | 75.6M €   | [ 12 ]  |
| 25      | K     | spanyol  | Diego López                    | 32  | EU          | Milan             | ingyen    | [ 13 ]  |

Összes bevétel:  115.1M €

netes bevétel: 12.4M €

## FIFA-klubvilágbajnokság-döntő
| 2014. december 20. 19:30 |

| Real Madrid        | 2–0               | San Lorenzo |
| ------------------ | ----------------- | ----------- |
| Ramos 37' Bale 51' | (1–0) Jegyzőkönyv |             |

| Stade de Marrakech, Marrákes Nézőszám: 38 345 Játékvezető: Walter López (guatemalai) |

| Real Madrid | San Lorenzo |

| GK              | 1  | Iker Casillas      |     |     |
| RB              | 15 | Dani Carvajal      | 30' | 73' |
| CB              | 4  | Sergio Ramos       | 22' | 89' |
| CB              | 3  | Pepe               |     |     |
| LB              | 12 | Marcelo            |     | 44' |
| CM              | 23 | Isco               |     |     |
| CM              | 8  | Toni Kroos         |     |     |
| RM              | 11 | Gareth Bale        |     |     |
| LM              | 10 | James Rodríguez    |     |     |
| FW              | 7  | Cristiano Ronaldo  |     |     |
| FW              | 9  | Karim Benzema      |     |     |
| Cserék:         |    |                    |     |     |
| GK              | 13 | Keylor Navas       |     |     |
| GK              | 25 | Fernando Pacheco   |     |     |
| DF              | 2  | Raphaël Varane     |     | 89' |
| DF              | 5  | Fábio Coentrão     |     | 44' |
| MF              | 6  | Sami Khedira       |     |     |
| FW              | 14 | Javier Hernández   |     |     |
| DF              | 17 | Álvaro Arbeloa     |     | 73' |
| DF              | 18 | Nacho              |     |     |
| FW              | 20 | Jesé               |     |     |
| MF              | 24 | Asier Illarramendi |     |     |
| MF              | 26 | Álvaro Medrán      |     |     |
| Vezetőedző:     |    |                    |     |     |
| Carlo Ancelotti |    |                    |     |     |

| GK            | 12 | Sebastián Torrico  |     |     |
| RB            | 7  | Julio Buffarini    | 55' |     |
| CB            | 14 | Walter Kannemann   | 85' |     |
| CB            | 3  | Mario Yepes        |     | 61' |
| LB            | 21 | Emmanuel Más       |     |     |
| DM            | 20 | Néstor Ortigoza    | 12' |     |
| DM            | 5  | Juan Mercier (csk) |     |     |
| CM            | 8  | Enzo Kalinski      |     |     |
| RM            | 30 | Gonzalo Verón      |     | 57' |
| LM            | 11 | Pablo Barrientos   | 16' |     |
| CF            | 9  | Martín Cauteruccio |     | 68' |
| Cserék:       |    |                    |     |     |
| GK            | 1  | Leo Franco         |     |     |
| GK            | 33 | José Devecchi      |     |     |
| DF            | 2  | Mauro Cetto        |     | 61' |
| MF            | 10 | Leandro Romagnoli  |     | 57' |
| DF            | 13 | Ramiro Arias       |     |     |
| FW            | 15 | Héctor Villalba    |     |     |
| FW            | 22 | Nicolás Blandi     |     |     |
| MF            | 24 | Juan Cavallaro     |     |     |
| FW            | 26 | Mauro Matos        |     | 68' |
| DF            | 27 | Matías Catalán     |     |     |
| DF            | 29 | Fabricio Fontanini |     |     |
| MF            | 31 | Facundo Quignon    |     |     |
| Vezetőedző:   |    |                    |     |     |
| Edgardo Bauza |    |                    |     |     |

| A mérkőzés játékosa: Sergio Ramos (Real Madrid) Asszisztensek: Leonel Leal (Costa Rica-i) Gerson López (guatemalai) Negyedik játékvezető: Noumandiez Doué (elefántcsontparti) Ötödik játékvezető: Songuifolo Yéo (elefántcsontparti) | Szabályok - 90 perc. - 30 perc hosszabbítás, ha szükséges. - Büntetőpárbaj ha szükséges. - 12 megnevezett cserejátékos. - Maximum 3 csere. |

## UEFA-szuperkupa
| 2014. augusztus 12. 20:45 (CEST) |

| Real Madrid     | 2–0               | Sevilla FC |
| --------------- | ----------------- | ---------- |
| Ronaldo 30' 49' | (1–0) Jegyzőkönyv |            |

| Cardiff City Stadion, Cardiff Játékvezető: Mark Clattenburg (angol) |

| Real Madrid | Sevilla |

| KA                   | 1  | Iker Casillas (csk) |     |     |
| JV                   | 15 | Dani Carvajal       | 45' |     |
| KV                   | 3  | Pepe                |     |     |
| KV                   | 4  | Sergio Ramos        |     |     |
| BV                   | 5  | Fábio Coentrão      |     | 84' |
| KKP                  | 8  | Toni Kroos          | 53' |     |
| KKP                  | 19 | Luka Modrić         |     | 86' |
| JSZ                  | 11 | Gareth Bale         |     |     |
| TKP                  | 10 | James Rodríguez     |     | 72' |
| BSZ                  | 7  | Cristiano Ronaldo   |     |     |
| KCS                  | 9  | Karim Benzema       |     |     |
| Cserék:              |    |                     |     |     |
| KA                   | 13 | Keylor Navas        |     |     |
| V                    | 2  | Raphaël Varane      |     |     |
| V                    | 12 | Marcelo             |     | 84' |
| V                    | 17 | Álvaro Arbeloa      |     |     |
| KP                   | 22 | Ángel Di María      |     |     |
| KP                   | 23 | Isco                |     | 72' |
| KP                   | 24 | Asier Illarramendi  |     | 86' |
| Szövetségi kapitány: |    |                     |     |     |
| Carlo Ancelotti      |    |                     |     |     |

| KA                   | 13 | Beto                 |     |     |
| JV                   | 23 | Coke                 |     | 84' |
| KV                   | 2  | Federico Fazio (csk) |     |     |
| KV                   | 21 | Nicolás Pareja       |     |     |
| BV                   | 3  | Fernando Navarro     | 66' |     |
| VKP                  | 6  | Daniel Carriço       |     |     |
| VKP                  | 4  | Grzegorz Krychowiak  |     |     |
| JSZ                  | 20 | Vitolo               | 42' |     |
| TKP                  | 17 | Denis Suárez         |     | 78' |
| BSZ                  | 22 | Aleix Vidal          |     | 66' |
| KCS                  | 9  | Carlos Bacca         |     |     |
| Cserék:              |    |                      |     |     |
| KA                   | 25 | Mariano Barbosa      |     |     |
| V                    | 5  | Diogo Figueiras      |     | 84' |
| KP                   | 10 | José Antonio Reyes   |     | 78' |
| KP                   | 11 | Jairo                |     |     |
| KP                   | 12 | Vicente Iborra       |     |     |
| KP                   | 26 | Luismi               |     |     |
| CS                   | 14 | Iago Aspas           |     | 66' |
| Szövetségi kapitány: |    |                      |     |     |
| Unai Emery           |    |                      |     |     |

| Asszisztensek (oldalvonal): Simon Beck (angol) Stuart Burt (angol) Negyedik játékvezető): Darren England (angol) Asszisztensek (alapvonal): Michael Oliver (angol) Anthony Taylor (angol) |

## La Liga
Győzelem
      Döntetlen
      Vereség
| Forduló | Ellenfél        | H/V | Eredmény |
| ------- | --------------- | --- | -------- |
| 1       | Córdoba         | H   | 2–0      |
| 2       | Real Sociedad   | V   | 4–2      |
| 3       | Atlético Madrid | H   | 1–2      |
| 4       | Deportivo       | V   | 2–8      |
| 5       | Elche           | H   | 5–1      |
| 6       | Villarreal      | V   | 0–2      |
| 7       | Athletic Bilbao | H   | 5–0      |
| 8       | Levante         | V   | 0–5      |
| 9       | Barcelona       | H   | 3–1      |
| 10      | Granada         | V   | 0–4      |
| 11      | Rayo Vallecano  | H   | 5–1      |
| 12      | Eibar           | V   | 0–4      |
| 13      | Málaga          | V   | 1–2      |
| 14      | Celta Vigo      | H   | 3–0      |
| 15      | Almería         | V   | 1–4      |
| 17      | Valencia        | V   | 2–1      |
| 18      | Espanyol        | H   | 3–1      |
| 19      | Getafe          | V   | 0–3      |
| 20      | Córdoba         | V   | 1–2      |

| Forduló | Ellenfél        | H/V | Eredmény |
| ------- | --------------- | --- | -------- |
| 21      | Real Sociedad   | H   | 4–1      |
| 16      | Sevilla         | H   | 2–1      |
| 22      | Atlético Madrid | V   | 4–0      |
| 23      | Deportivo       | H   | 2–0      |
| 24      | Elche           | V   | 0–2      |
| 25      | Villarreal      | H   | 1–1      |
| 26      | Athletic Bilbao | V   | 0–1      |
| 27      | Levante         | H   | 2–0      |
| 28      | Barcelona       | V   | 2–1      |
| 29      | Granada         | H   | 9–1      |
| 30      | Rayo Vallecano  | V   | 0–2      |
| 31      | Eibar           | H   | 3–0      |
| 32      | Málaga          | H   | 3–1      |
| 33      | Celta Vigo      | V   | 2–4      |
| 34      | Almería         | H   | 3–0      |
| 35      | Sevilla         | V   | 2–3      |
| 36      | Valencia        | V   | 2–2      |
| 37      | Espanyol        | V   | 1–4      |
| 38      | Getafe          | H   | 7–3      |

## Spanyol kupa
A 32 legjobb között
| Odavágó/Visszavágó | Ellenfél    | H/V | Eredmény |
| ------------------ | ----------- | --- | -------- |
| Odavágó            | UE Cornellà | V   | 1–4      |
| Visszavágó         | UE Cornellà | H   | 5–0      |

A 16 legjobb között
| Odavágó/Visszavágó | Ellenfél        | H/V | Eredmény |
| ------------------ | --------------- | --- | -------- |
| Odavágó            | Atlético Madrid | V   | 2–0      |
| Visszavágó         | Atlético Madrid | H   | 2–2      |

## Spanyol szuperkupa
| Odavágó/Visszavágó | Ellenfél        | H/V | Eredmény |
| ------------------ | --------------- | --- | -------- |
| Odavágó            | Atlético Madrid | H   | 1–1      |
| Visszavágó         | Atlético Madrid | V   | 1–0      |

## Góllövőlista
2015. május 23-án lett Frissítve
| #        | Játékos           | Poszt    | La Liga | BL | Kupa | Egyéb1 | összesen |
| -------- | ----------------- | -------- | ------- | -- | ---- | ------ | -------- |
| 1        | Cristiano Ronaldo | CS       | 48      | 10 | 1    | 2      | 61       |
| 2        | Karim Benzema     | CS       | 15      | 6  | 0    | 1      | 22       |
| 3        | Gareth Bale       | CS       | 13      | 2  | 0    | 2      | 17       |
| 3        | James Rodríguez   | KP       | 13      | 1  | 2    | 1      | 17       |
| 5        | Javier Hernández  | CS       | 7       | 1  | 1    | 0      | 9        |
| 6        | Sergio Ramos      | V        | 4       | 0  | 1    | 2      | 7        |
| 7        | Isco              | KP       | 4       | 0  | 1    | 1      | 6        |
| 8        | Jesé              | CS       | 3       | 0  | 1    | 0      | 4        |
| 8        | Marcelo           | V        | 2       | 1  | 1    | 0      | 4        |
| 10       | Álvaro Arbeloa    | V        | 1       | 1  | 0    | 0      | 2        |
| 10       | Toni Kroos        | KP       | 2       | 0  | 0    | 0      | 2        |
| 10       | Pepe              | V        | 2       | 0  | 0    | 0      | 2        |
| 10       | Raphaël Varane    | V        | 0       | 0  | 2    | 0      | 2        |
| 14       | Álvaro Medrán     | KP       | 0       | 1  | 0    | 0      | 1        |
| 14       | Luka Modrić       | KP       | 1       | 0  | 0    | 0      | 1        |
| 14       | Nacho             | KP       | 1       | 0  | 0    | 0      | 1        |
| öngólok  | öngólok           | öngólok  | 2       | 1  | 1    | 0      | 4        |
| Összesen | Összesen          | Összesen | 118     | 24 | 11   | 9      | 162      |

1 Pályára lépések a 2014-es spanyol labdarúgó-szuperkupán, 2014-es UEFA-szuperkupán and 2014-es FIFA-klubvilágbajnokságon.

## Végeredmény
| #   | Csapat                 | M   | GY | D  | V   | G+ – G– | GK  | P  | Megjegyzések       |
| --- | ---------------------- | --- | -- | -- | --- | ------- | --- | -- | ------------------ |
| 1.  | BarcelonaCV (B)        | 38  | 30 | 4  | 4   | 110–21  | +89 | 94 | BL–csoportkör      |
| 2.  | Real Madrid            | 38  | 30 | 2  | 6   | 118–38  | +80 | 92 | BL–csoportkör      |
| 3.  | Atlético Madrid        | 38  | 23 | 9  | 6   | 67–29   | +38 | 78 | BL–csoportkör      |
| 4.  | Valencia               | 38  | 22 | 11 | 5   | 70–32   | +38 | 77 | BL–rájátszás       |
| 5.  | Sevilla                | 38  | 23 | 7  | 8   | 71–45   | +26 | 76 | EL–csoportkör      |
| 6.  | Villarreal             | 38  | 16 | 12 | 10  | 48–37   | +11 | 60 | EL–rájátszás       |
| 7.  | Athletic Bilbao        | 38  | 15 | 10 | 13  | 42–41   | +1  | 55 | EL–3. selejtezőkör |
| 8.  | Celta Vigo             | 38  | 13 | 12 | 13  | 47–44   | +3  | 51 |                    |
| 9.  | Málaga                 | 38  | 14 | 8  | 16  | 42–48   | −6  | 50 |                    |
| 10. | Espanyol               | 38  | 13 | 10 | 15  | 47–51   | −4  | 49 |                    |
| 11. | Rayo Vallecano         | 38  | 15 | 4  | 19  | 46–68   | −22 | 49 |                    |
| 12. | Real Sociedad          | 38  | 11 | 13 | 14  | 44–51   | −7  | 46 |                    |
| 13. | Elche (K)              | 38  | 11 | 8  | 19  | 35–62   | −27 | 41 | Segunda División   |
| 14. | Levante                | 38  | 9  | 10 | 19  | 34–67   | −33 | 37 |                    |
| 15. | Getafe                 | 38  | 10 | 7  | 21  | 34–64   | −30 | 37 |                    |
| 16. | Deportivo de La Coruña | 38  | 7  | 14 | 17  | 35–60   | −25 | 35 |                    |
| 17. | Granada                | 38  | 7  | 14 | 17  | 29–64   | −35 | 35 |                    |
| 18. | Eibar                  | 38  | 9  | 8  | 21  | 34–55   | −21 | 35 |                    |
| 19. | Almería (K)            | 238 | 8  | 8  | 222 | 35–64   | −29 | 32 | Segunda División   |
| 20. | Córdoba (K)            | 38  | 3  | 11 | 24  | 22–68   | −46 | 20 | Segunda División   |

Forrás: soccerway.com 
A rangsorolás alapszabályai: 1. összpontszám, 2. egymás elleni eredmények összpontszáma, 3. egymás elleni eredmények gólkülönbsége, 4. egymás elleni eredmények szerzett góljainak száma, 5. gólkülönbség, 6. szerzett gólok száma.
(B): Bajnokcsapat, (K): Kieső csapat, (F): Feljutó csapat, (I): Kupainduló, (R): A rájátszás győztese, (KGY): Kupagyőztes

## Külső hivatkozások
- Hivatalos weboldal